# I Don't Really Care
I Don't Really Care è un singolo del rapper statunitense Waka Flocka Flame, pubblicato nel 2012 ed estratto dal suo secondo album in studio Triple F Life: Friends, Fans & Family. Il brano vede la partecipazione del cantante statunitense Trey Songz.

## Tracce
- Download digitale[1][2]

1. I Don't Really Care (Explicit) (featuring Trey Songz) – 3:55
2. I Don't Really Care (Clean) (featuring Trey Songz) – 3:42

## Video
Il videoclip della canzone è stato diretto da Taj Stansberry e girato ad Atlanta.

## Classifiche
| Classifica (2012) | Posizione raggiunta |
| ----------------- | ------------------- |
| Stati Uniti       | 64                  |